# West Plains
West Plains település az Amerikai Egyesült Államok Missouri államában, Howell megyében, melynek megyeszékhelye is. Lakosainak száma 12 184 fő (2020. április 1.).

## Népesség
A település népességének változása:

| 2010 | 11 986 |
| 2020 | 12 184 |